# Nico van Nuland
Nicolaas Antonius Johanna (Nico) van Nuland (1961 − 4 november 2017) was een Nederlands hoogleraar.

## Biografie
Van Nuland studeerde af in 1990 in moleculaire wetenschappen aan de Universiteit van Wageningen. Daarna promoveerde hij in 1994 aan de Universiteit Groningen. Hij vervolgde zijn loopbaan met als specialisme Nuclear Magnetic Resonance in Oxford, Groningen en Granada. In 2000 werd hij universitair docent en supervisor van de Europese NMR-faciliteit aan de Universiteit Utrecht. Van 2004 tot 2009 was hij verbonden aan de Universiteit van Granada. In 2009 werd hij de leider van het team van de VIB-VUB Center of Structural Biology aan de Vrije Universiteit Brussel waar hij de eerste Belgische NMR-faciliteit opzette. Hij was bestuurslid van de Nederlandse NMR-Discussiegroep.
Prof. dr. ir. N.A.J. van Nuland overleed op 56-jarige leeftijd aan de gevolgen van ALS.